# Tiago Rocha

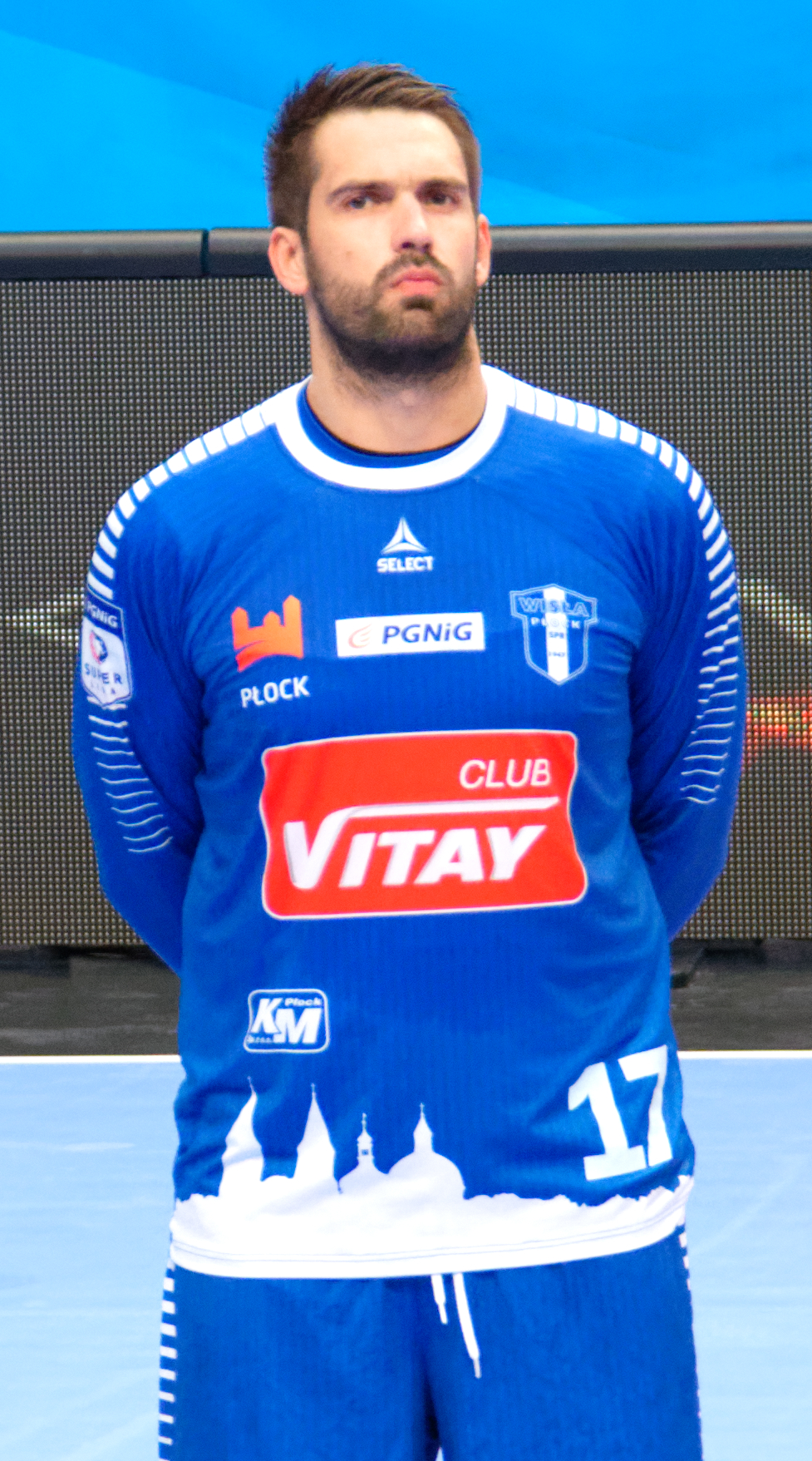
Imagem do Tiago Rocha.

Tiago Rocha (São Paio de Oleiros, 17 de outubro de 1985) é um andebolista português, que atua como pivot. Atualmente, representa o Sporting CP e é capitão da Seleção Nacional.

## Biografia
Ao longo da sua carreira, Tiago Rocha tornou-se num dos grandes nome do andebol português. Representou o FC Porto durante uma década, arrecadando sete Campeonatos Nacionais, duas Taças de Portugal e três Supertaças. Em 2014, mudou-se para o Wisla Plock da Polónia até 2017.
Capitão da Selecção Nacional e dono de uma vastíssima experiência ao nível das competições de clubes da EHF, Tiago Rocha foi uma contratações mais sonantes do Sporting no seu ataque ao bicampeonato português.
A 6 de setembro de 2017, Tiago Rocha marcou o primeiro golo de sempre no Pavilhão João Rocha, a recém-construída casa das modalidades do Sporting CP, contra o AC Fafe. 